# Hospital central de Yaundé
El Hospital central de Yaundé (en francés: Hôpital central de Yaoundé) es un hospital en la ciudad de Yaundé, en Camerún, fundado en 1933. Es el hospital más grande de Camerún.Simon Pierre Tchoungui (1916-1997), el ex primer ministro de Camerún Este, fue superintendente médico del hospital en 1960 antes de ser nombrado ministro de Salud en 1961. 
El hospital fue originalmente un centro diurno, pero desde entonces ha pasado por varios cambios estructurales y ahora ofrece cuidados 24 horas al día. El centro de salud es uno de los dos hospitales de enseñanza en Yaundé.